# Zamek Górny w Teplicach nad Metují
Zamek Górny w Teplicach nad Metují – zamek  w miejscowości Teplice nad Metují, położonej w Czechach, w kraju hradeckim, w Sudetach Środkowych. W dolnej części miasta znajduje się Zamek Dolny..
Zamek górny został zakupiony dla gminy w 1927 za rządów burmistrza Heinricha Purmanna wraz z przynależnymi majątkami. Na terenie posiadłości znajdowały się Adršpašskoteplické skály (niem. Adersbach-Weckelsdorfer Felsenstadt).
Od  frontu główne wejście w portalu  między dwiema kolumnami, które podtrzymują fryz z sentencją w j. niem.  zawierającą datę 1599 i nazwisko Waczlawo Bohdanazky (Vaclav Bohdanecky).

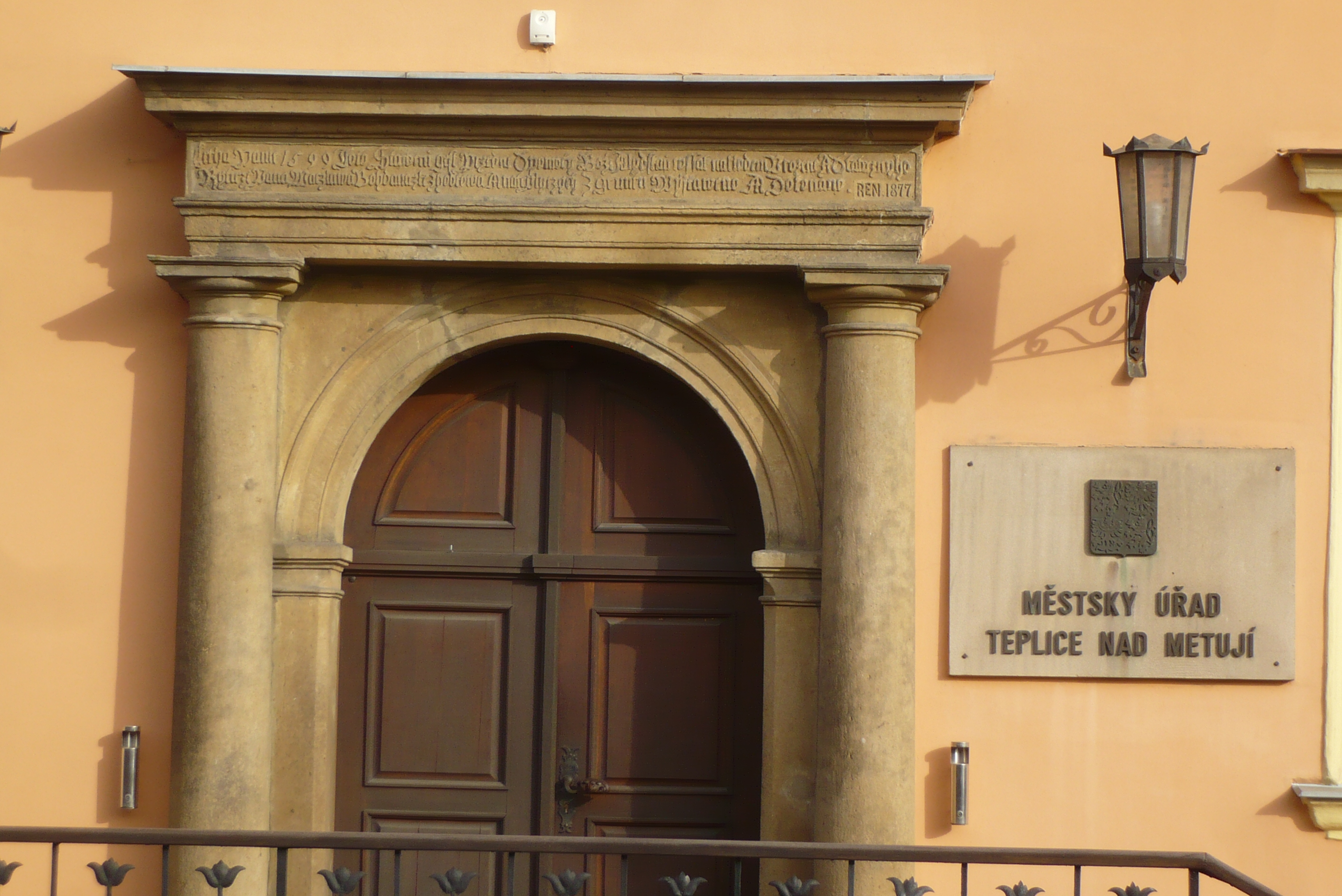
Portal z inskrypcją
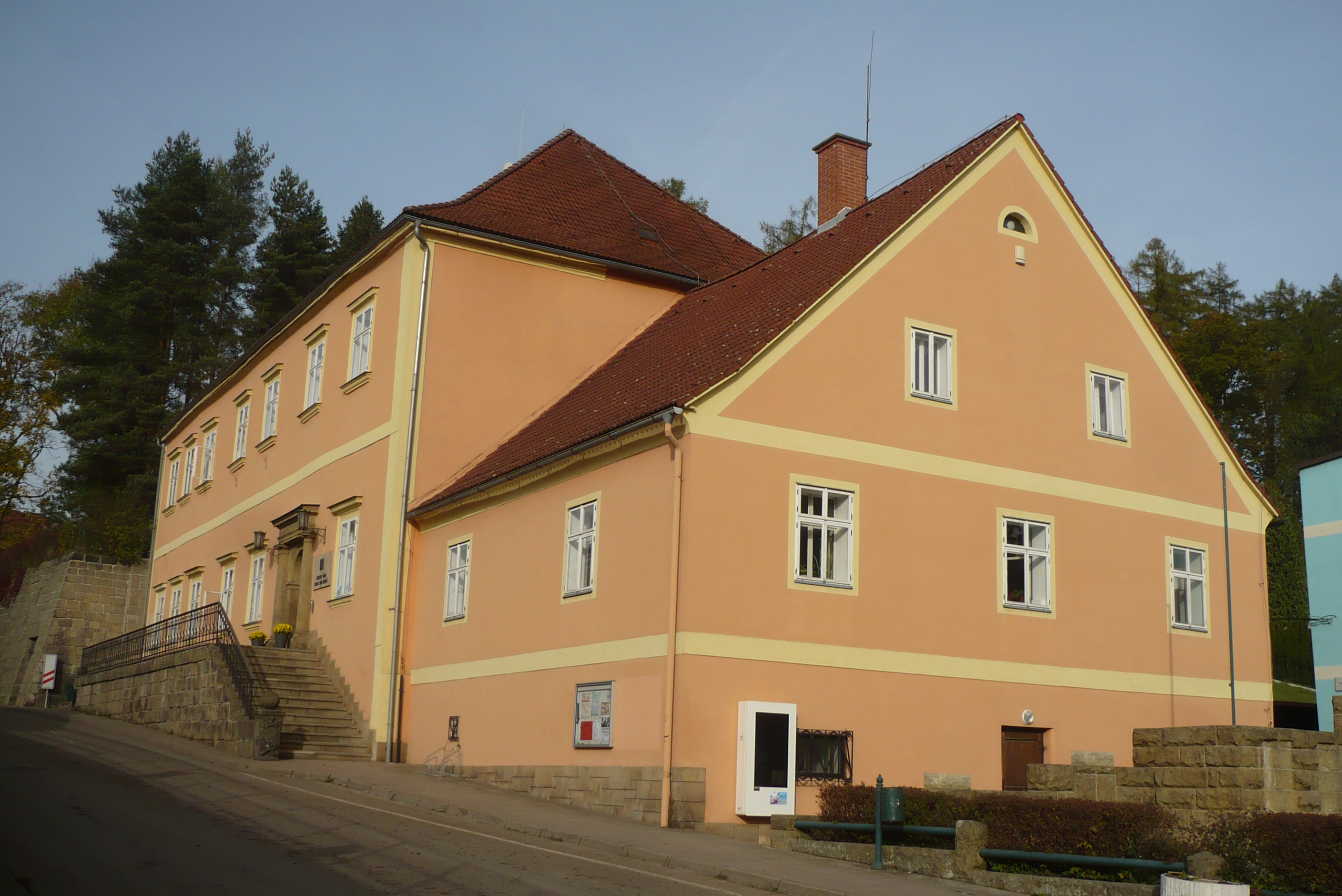
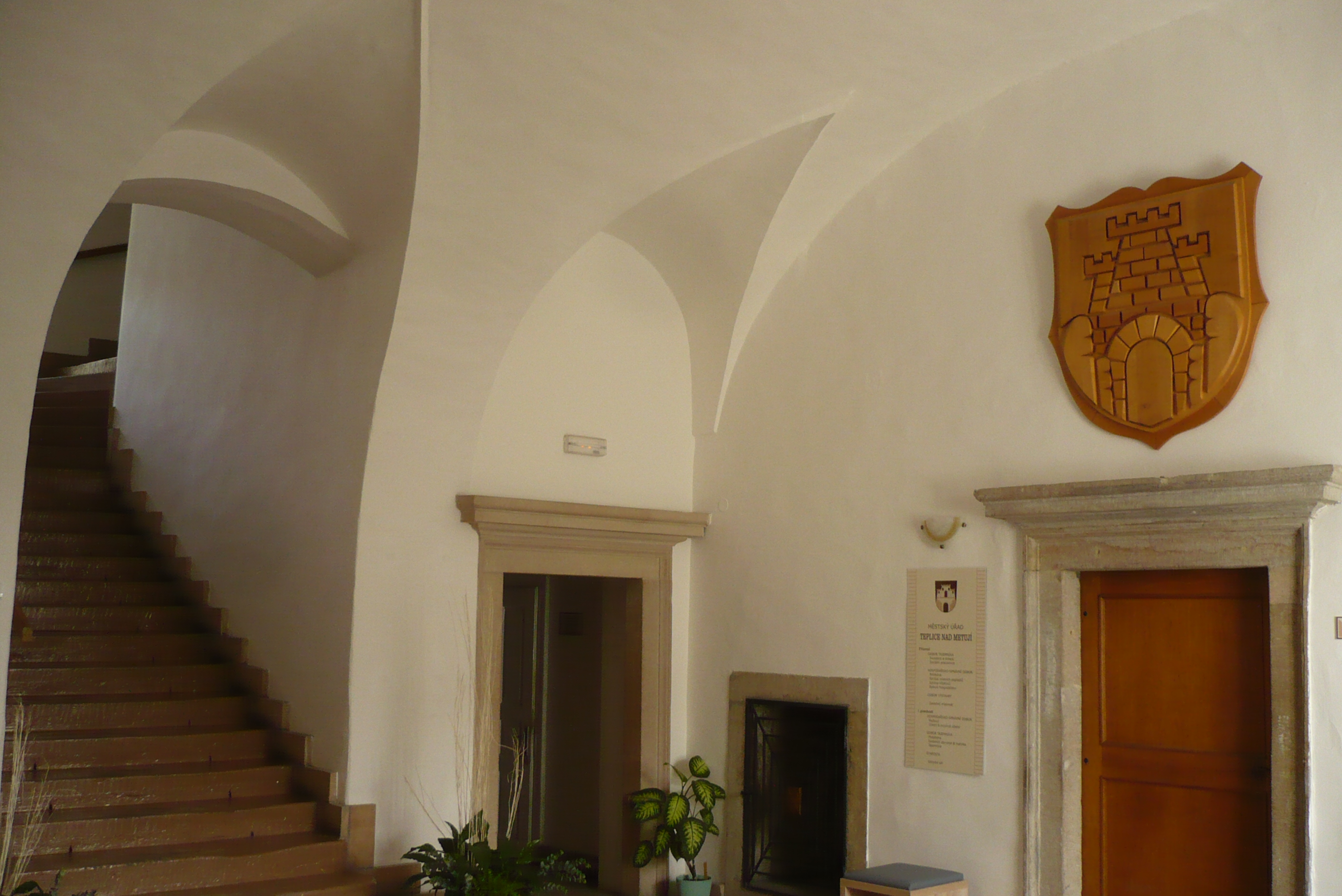
Sień
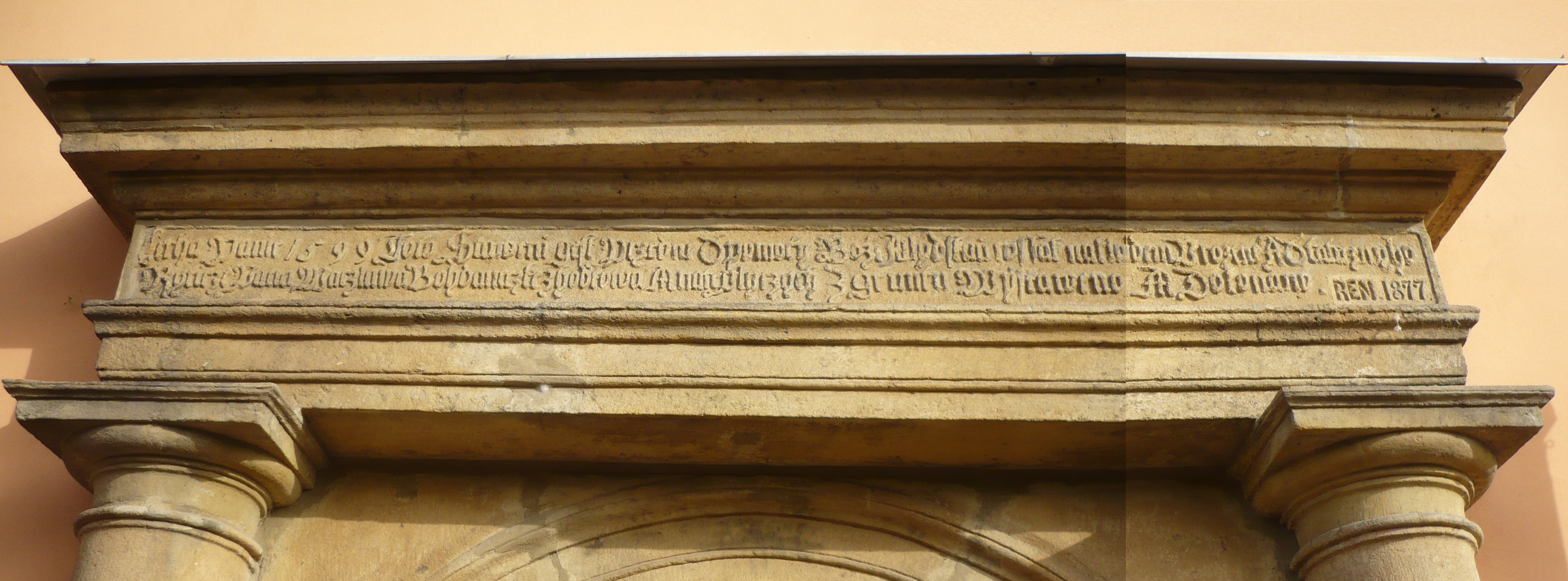
Ryzalit z sentencją